# Bloomaulorden

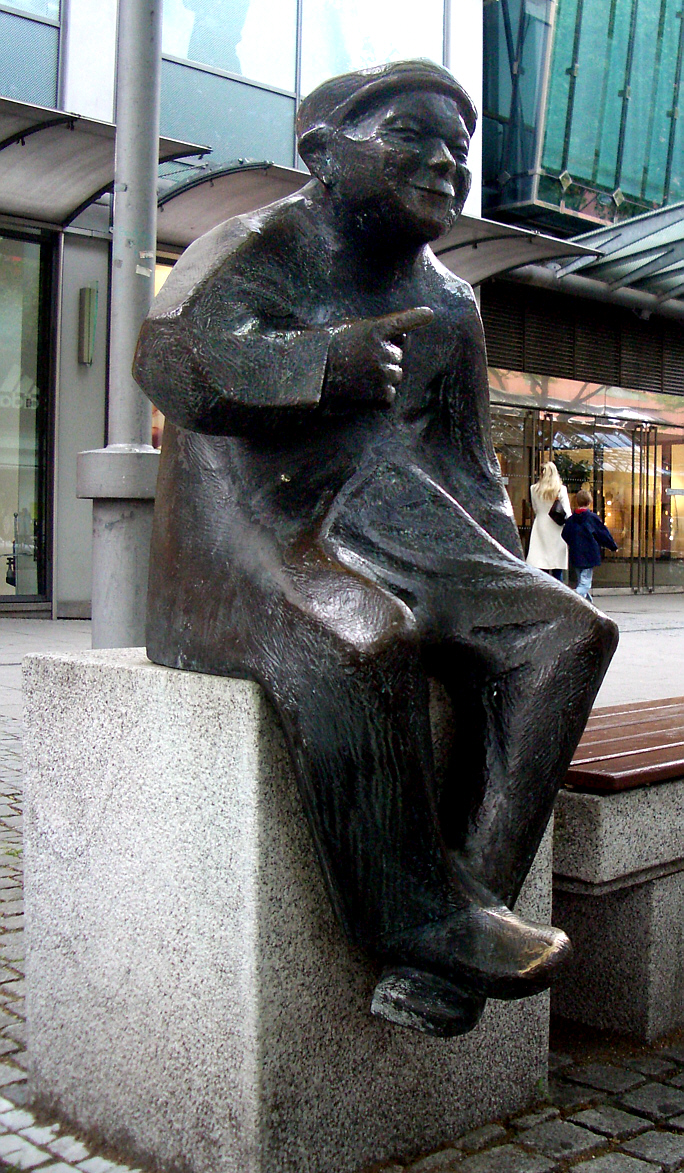
Skulptur auf den Kapuzinerplanken: der Blumepeter als Inbegriff des Bloomauls

Der Bloomaulorden ist die höchste bürgerschaftliche Auszeichnung, die in der baden-württembergischen Großstadt Mannheim vergeben wird. Sie hat ihren Namen nach dem Mannemer Bloomaul, einer Dialektbezeichnung für die „echten“ Mannheimer, die noch, wie das legendäre Mannheimer Original Blumepeter, die ursprüngliche Kurpfälzer Mundart der Stadt sprechen.

## Begriffsherleitung
Bloomaul bezieht sich nicht etwa auf die Farbe „blau“, sondern stammt von dem Wort „blooe“ (vom mittelhochdeutschen Wort „bliuwen“, das „schlagen“ bedeutet) und bezeichnet liebevolles Angeben bzw. augenzwinkernde Übertreibung einer Behauptung oder Erzählung.

## Geschichte
Den Bloomaulorden stiftete 1970 Rainer von Schilling, der spätere Herausgeber der Tageszeitung Mannheimer Morgen, als damals amtierender Karnevalsprinz der Karnevalsgesellschaft Feuerio. Er wollte mit dem Blumepeter-Symbol „der Kurpfälzer Lebensart, der teils etwas aufmüpfigen Lebensphilosophie, der Schlagfertigkeit, dem manchmal urwüchsigderben Mutterwitz der Mannheimer an sich ein Denkmal setzen.“ Als Vorsitzender des dreiköpfigen Verleihungsgremiums fungierte bis zu seinem Tod im Dezember 2007 der Stifter, der auch noch an der Auswahl der Preisträgerin von 2008 beteiligt war. 
Der Vorsitzende beruft jährlich zwei weitere Juroren, die aus der Mannheimer Bürgerschaft bzw. der Karnevalsszene kommen. Da die Regularien der Verleihung nicht schriftlich fixiert sind, einigt sich die Jury jeweils nach mündlich überlieferter Tradition.

## Preis
Als Bloomaulorden dient der Abguss einer Bronzeskulptur des Mannheimer Bildhauers Gerd Dehof. Die Figur zeigt den durch die gespreizten Beine nach hinten schauenden „Blumepeter“, wie er dem Betrachter den Po hinstreckt. Der Entwurf entstand anlässlich der Stiftung eines Brunnens durch den Mannheimer Morgen im Jahr 1966, wurde aber als für den öffentlichen Raum unzumutbar abgelehnt. Der Ordensstifter Rainer von Schilling sah allerdings gerade in diesem ebenso urwüchsigen wie frechen Entwurf die „Kurpälzer Lebensart“ am besten verwirklicht. Ursprünglich als reiner Fastnachtsorden gedacht, wird die Auszeichnung heute durchaus ernst genommen, und die Träger werden bei offiziellen Gelegenheiten in Mannheim protokollarisch begrüßt.

## Preisträger
Die Auszeichnung wird an Persönlichkeiten vergeben, die Mannheim auf typische Art und Weise und deswegen unverwechselbar vertreten; die Geehrten müssen nicht unbedingt in Mannheim geboren sein. Die Verleihung findet während der Fastnachtszeit im Nationaltheater statt.
- 1970: Franz Schmitt, Mannheimer Original
- 1971: Anneliese Rothenberger, Opernsängerin
- 1972: Heinz Haber, Astrophysiker
- 1973: Sepp Herberger, Fußballbundestrainer
- 1974: Carl Raddatz, Schauspieler
- 1975: Hans Reschke, Mannheimer Oberbürgermeister
- 1976: Joy Fleming, Bluessängerin
- 1977: Paul Kunze, Kürschnermeister
- 1978: Hans Reuther, Unternehmer
- 1979: Elsbeth Janda, Mundartautorin und Schauspielerin
- 1980: Hans Maurer, Karnevalist und Büttenredner
- 1981: Fips Rohr, Fußballer
- 1982: Konstantin Fuchs, Franziskaner-Pater
- 1983: Richard Grimminger, Bäckermeister
- 1984: Kurt Schneider, Sänger am Nationaltheater
- 1985: Horst Engelhardt, Unternehmer
- 1986: Willi Menz, Polizeipräsident
- 1987: Walter Spagerer, Fußballer und Politiker (SPD)
- 1988: Rolf Schäfer, Metzgermeister
- 1989: Werner Knebel, Mundartautor
- 1990: Leo Pfanz-Sponagel, Politiker
- 1991: Bob Haag, Barkeeper
- 1992: Klaus Wendt, Sänger und Chefdisponent am Nationaltheater
- 1993: Gerold Falter, Markthändler
- 1994: Joana, Liedermacherin
- 1995: Eugen Kettemann, Konditormeister
- 1996: Wolf Kaiser, Bandleader
- 1997: Andreas Plattner, Architekt
- 1998: Peter Hofmann, Präsident des Reitervereins
- 1999: Ingeborg Nikitopoulos, Politikerin (FDP)
- 2000: Hansjörg Probst, Lokalhistoriker
- 2001: Norbert Stier, Polizist und Mundartautor
- 2002: Ulla Hofmann, Journalistin (FAZ)
- 2003: Hans Bichelmeier, Sportler und Unternehmer
- 2004: Ulrich Dietz, Oberstaatsanwalt a. D.
- 2005: Hans-Peter Schwöbel, Soziologieprofessor und Mundartexperte
- 2006: Klaus van Ackern, Professor und Dekan der Medizinischen Fakultät
- 2007: Heinrich Graeff, Unternehmer
- 2008: Gabriela Badura, Schauspielerin am Nationaltheater
- 2009: Peter Künzler, Unternehmer
- 2010: Karl Jung, katholischer Stadtdekan
- 2011: Ulrich Nieß, Historiker und Stadtarchivar
- 2012: Bülent Ceylan, Komiker
- 2013: Christian Ziegler, Physiotherapeut
- 2014: Dario Fontanella, Eiskonditor, Erfinder des Spaghettieises
- 2015: Waltraud Kirsch-Mayer, Journalistin des Mannheimer Morgen
- 2016: Joachim Schäfer, Musiker
- 2017: Helen Heberer, Politikerin (SPD)[4]
- 2018: Rolf Götz, Unternehmer und Bezirksbeirat in Feudenheim[5]
- 2019: Ilka Sobottke, evangelische Pfarrerin[6]
- 2020: Joachim Goltz, Sänger am Nationaltheater Mannheim[7]
- 2021/22: Marcus Fähnle, Arzt[8]
- 2023: Thomas Siffling, Jazztrompeter[9]
- 2024: Gerald Marzenell, Tennisspieler- und trainer[10]
- 2025: Barbara Waldkirch, Verlegerin und Buchhändlerin[11]

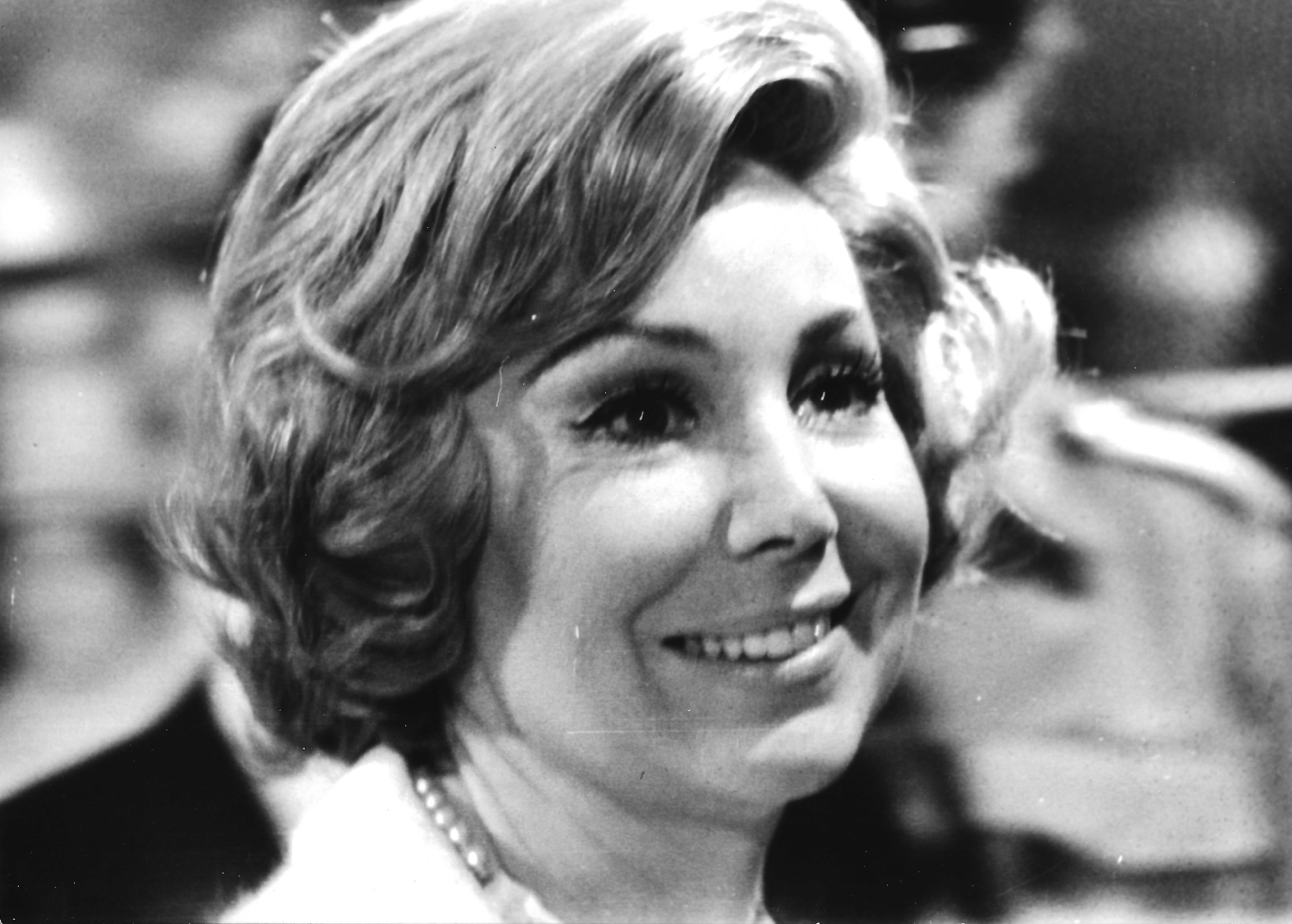
Anneliese Rothenberger
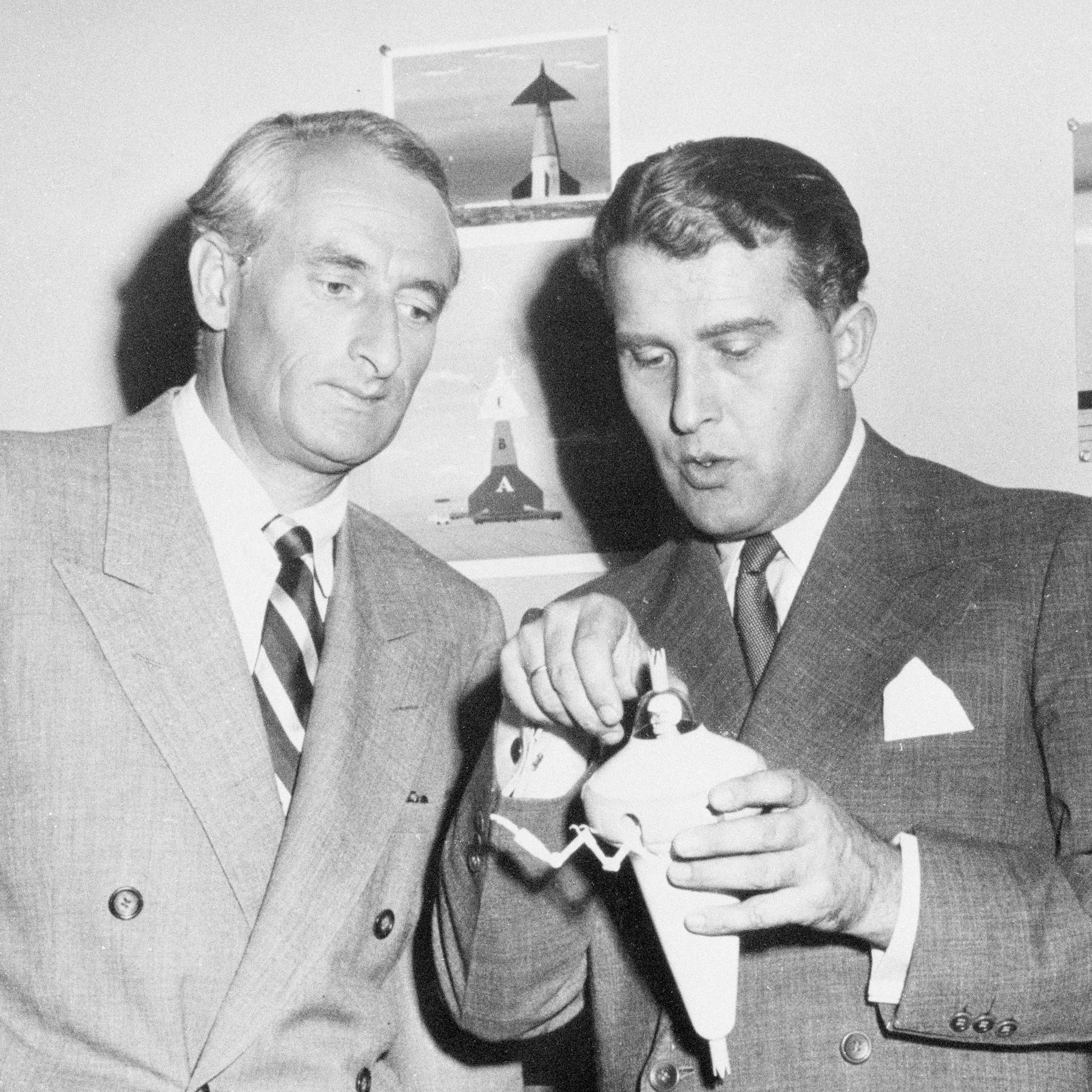
Heinz Haber (links, mit Wernher von Braun)
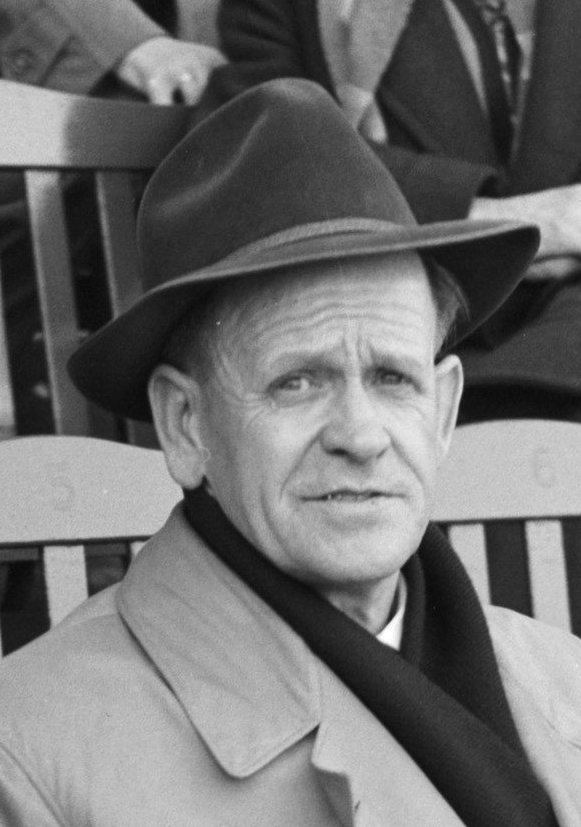
Sepp Herberger
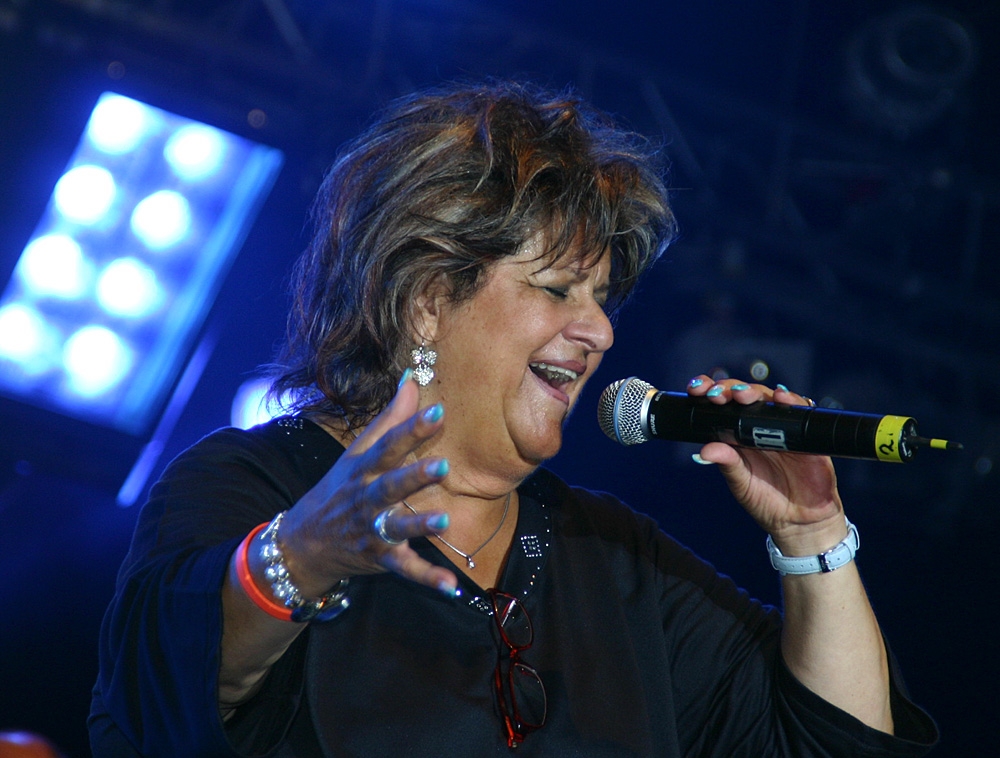
Joy Fleming
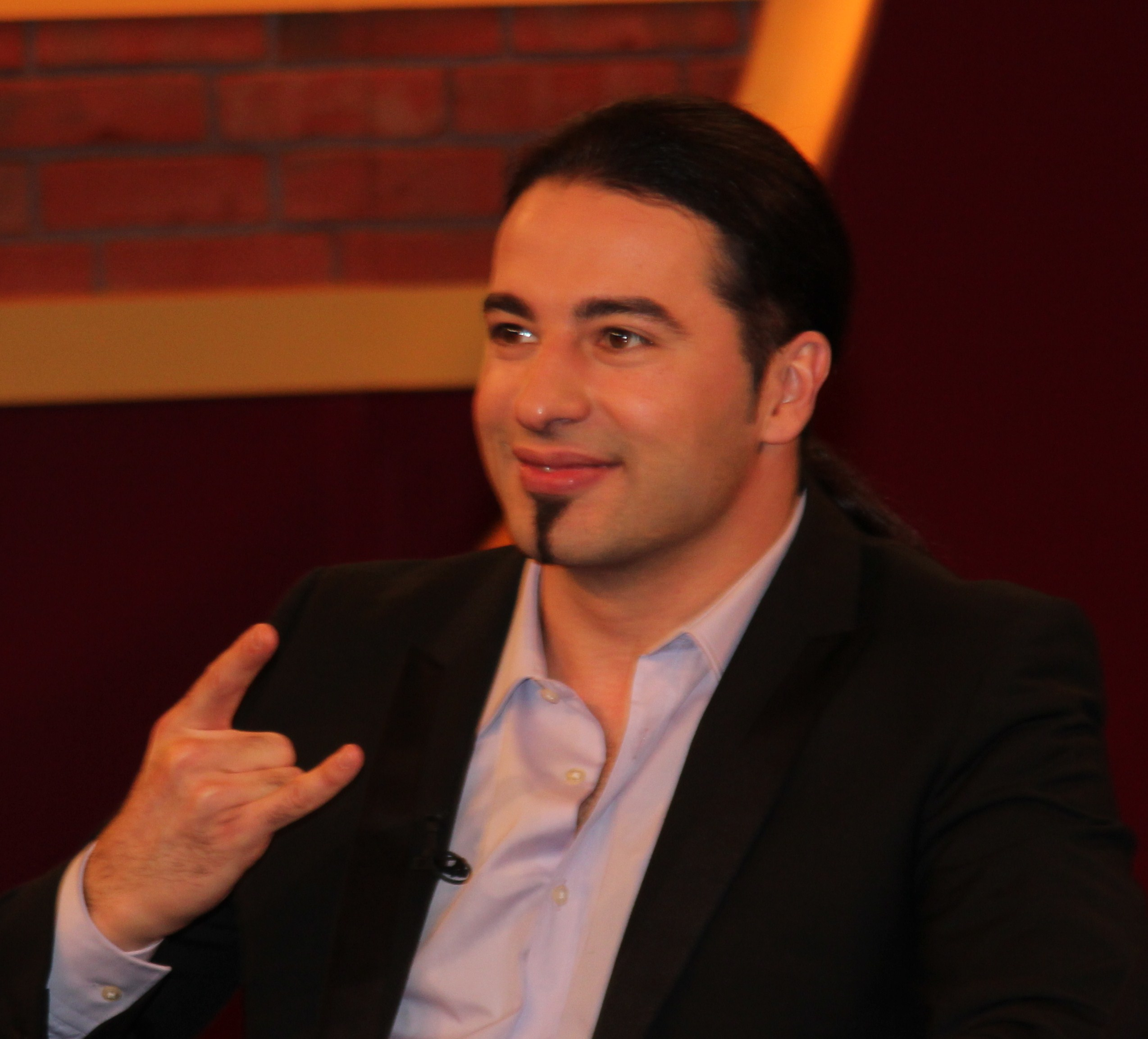
Bülent Ceylan
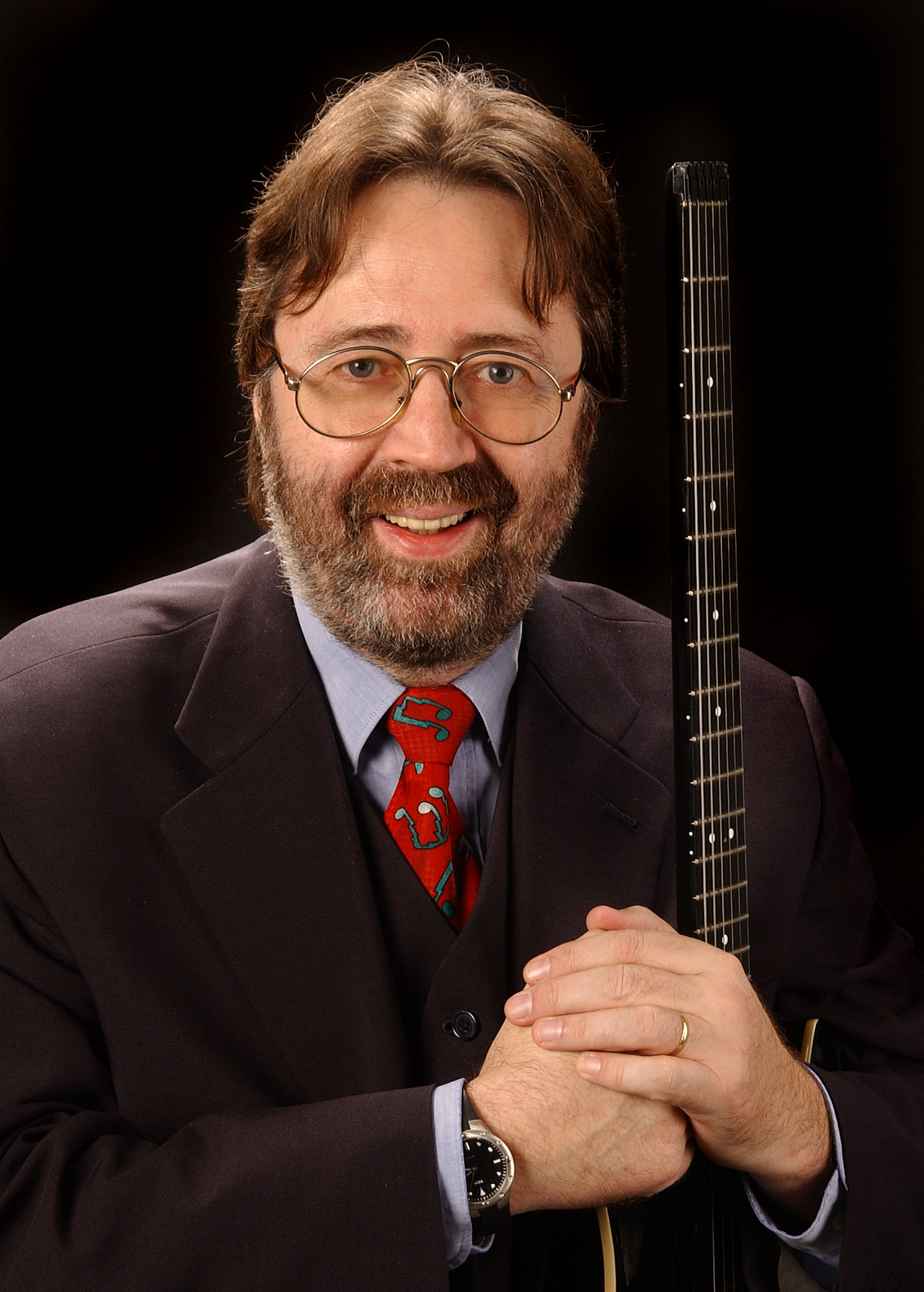
Joachim Schäfer
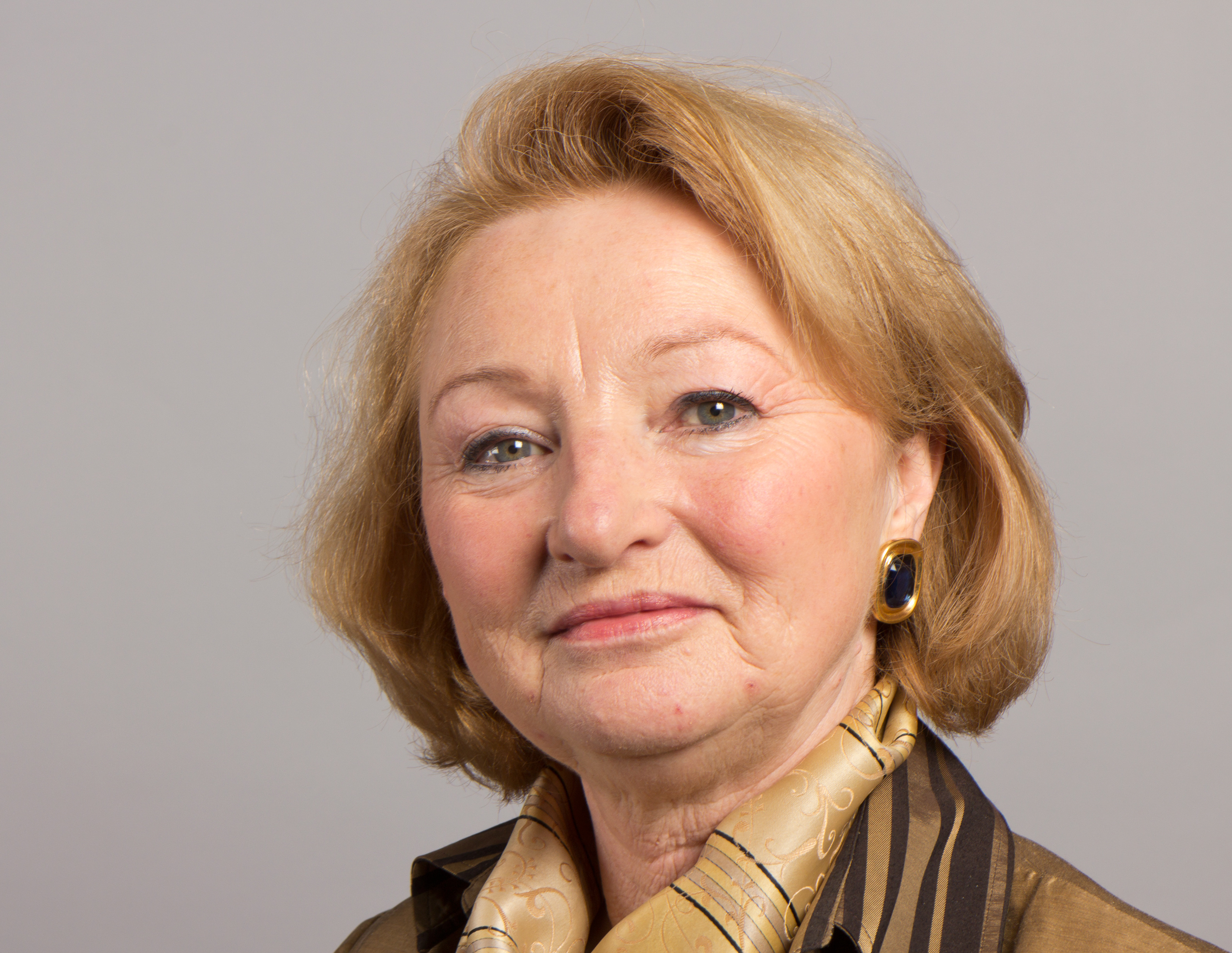
Helen Heberer